# Trasiga änglar
Trasiga änglar (franska: La Cuisine des anges) är en teaterpjäs av Albert Husson och utspelas i fransk kolonialmiljö. Pjäsen hade premiär 1952 i Paris.

## Handling
Tre godhjärtade förbrytare, Joseph, Albert och Jules, planerar att fly från Djävulsön. Ödet ingriper och de får ett gömställe hos den godhjärtade men klumpige Felix Ducotel och hans familj. Felix sköter en butik åt sin krävande, arrogante kusin André, som begår misstaget att stjäla Alberts älskade husdjur, en giftorm! För familjen Ducotel kommer det att bli en jul att minnas - tillsammans med tre skurkar som visar sig vara inget mindre än tre "vise män"!

## Andra uppsättningar
Den sattes upp av TV-teatern 1962. De tre kumpanerna spelas av Björn Gustafson, Jan Malmsjö och Torsten Lilliecrona. För regin stod Åke Falck.
Den har också satts upp på Lunds stadsteaters intima scen med premiär den 5 maj 1988 i översättning av Birgitta Hammar och regi av Herman Ahlsell. Scenografi Göran Arfs. I rollerna Tom Ahlsell, Axels Bror, Rune Ek, Thomas Engelbrektson, Karin Grandin, Maria Langhammer, Pierre Lindstedt, Håkan Paaske, Lars-Göran Ragnarsson, Susanne Schelin och Bengt Schött. 

## Filmatiseringar
Den har filmatiserats 1955 med titeln We're No Angels med Humphrey Bogart spelande en av sina få komediroller som Joseph. I övriga roller fanns Aldo Ray som Albert och Peter Ustinov som Jules. Felix Ducotel spelades av Leo G. Carroll och kusin André av Basil Rathbone. Regissör var Michael Curtiz.